# Конфі
Конфі (фр. confit) походить від французького слова confire, що дослівно означає «зберігати», звідки конфі — це будь-який вид їжі, який готують повільно впродовж тривалого відрізку часу, як метод консервування.
В ролі кулінарного терміну, конфі описує метод приготування іжі в жирі, олії чи цукровому сиропі, при низькій температурі, на противагу фритюру (глибокому просмажуванню). В той час як фритюр зазвичай відбувається за температури 163–232 °C, конфі приготування роблять при значно нижчій температурі, наприклад, 93 °C (температура олії), а часом й нижчій. Термін здебільшого використовують у сучасній кухні для позначення тривалого повільного приготування в олії чи жирі за низької температури, причому не обов'язково з подальшим консервуванням, як от у випадку конфі картоплі.
У приготуванні м'яса обов'язковим елементом процесу консервації є його соління. Після соління та готування в жирі, м'ясо закривають у банки чи інший посуд та зберігають в темному прохолодному місці. Термін зберігання коливається від кількох місяців до кількох років.

## Етимологія
Слово походить від французького дієслова confire (зберігати, консервувати), що, в свою чергу, походить від латинського слова conficere (робити, виробляти, створювати, готувати). Французьке дієслово вперше застосували у середньовіччі для назви фруктів, приготованих та законсервованих у цукрі.

## Фруктове конфі
Фруктове конфі — це кандировані фрукти (повністю чи шматками), консервовані в цукрі. Фрукт має бути повністю просоченим цукром, до самої середини; більші екземпляри потребують більше часу для цього. 

## М'ясне конфі

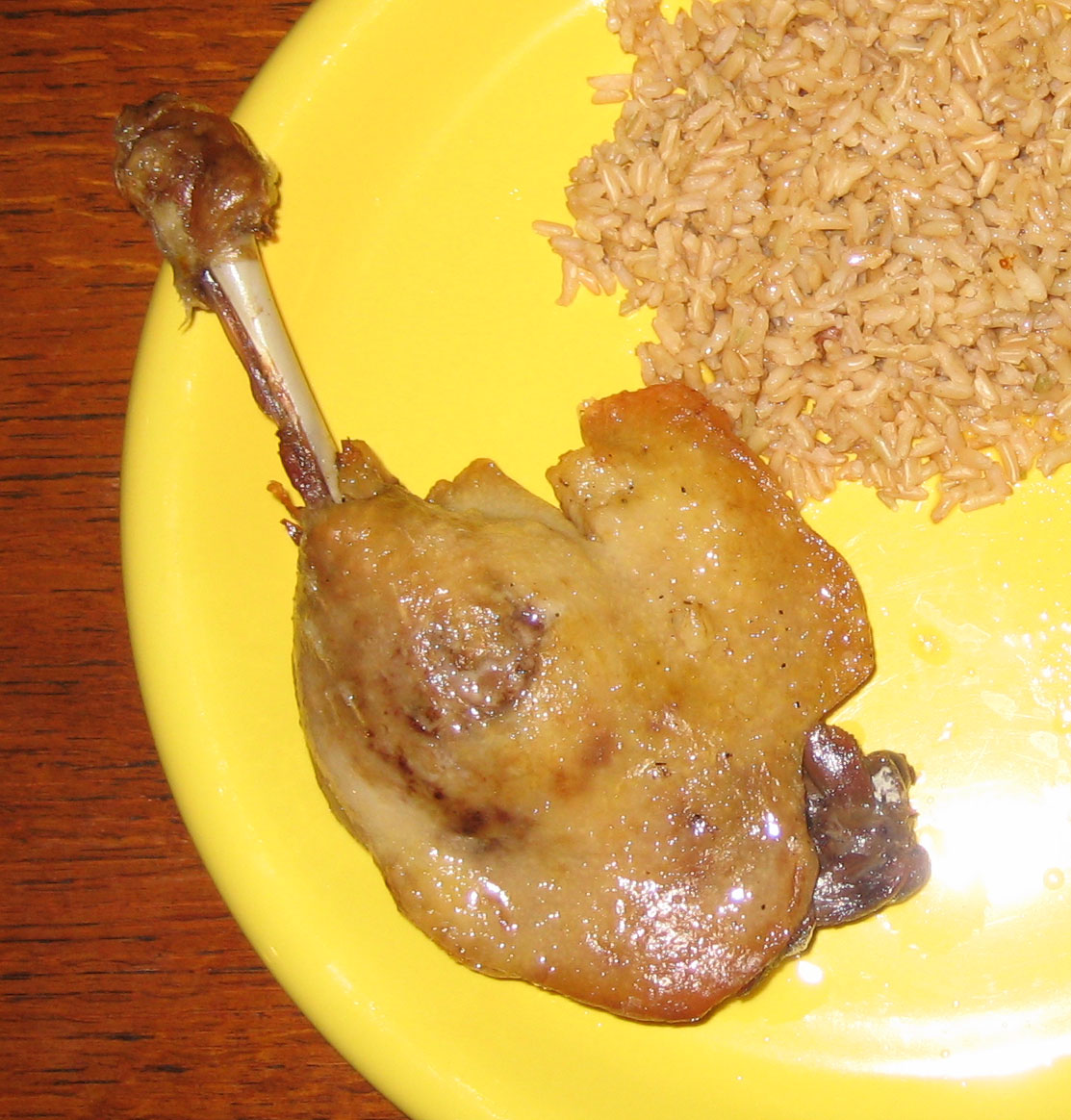
Качача ніжка конфі

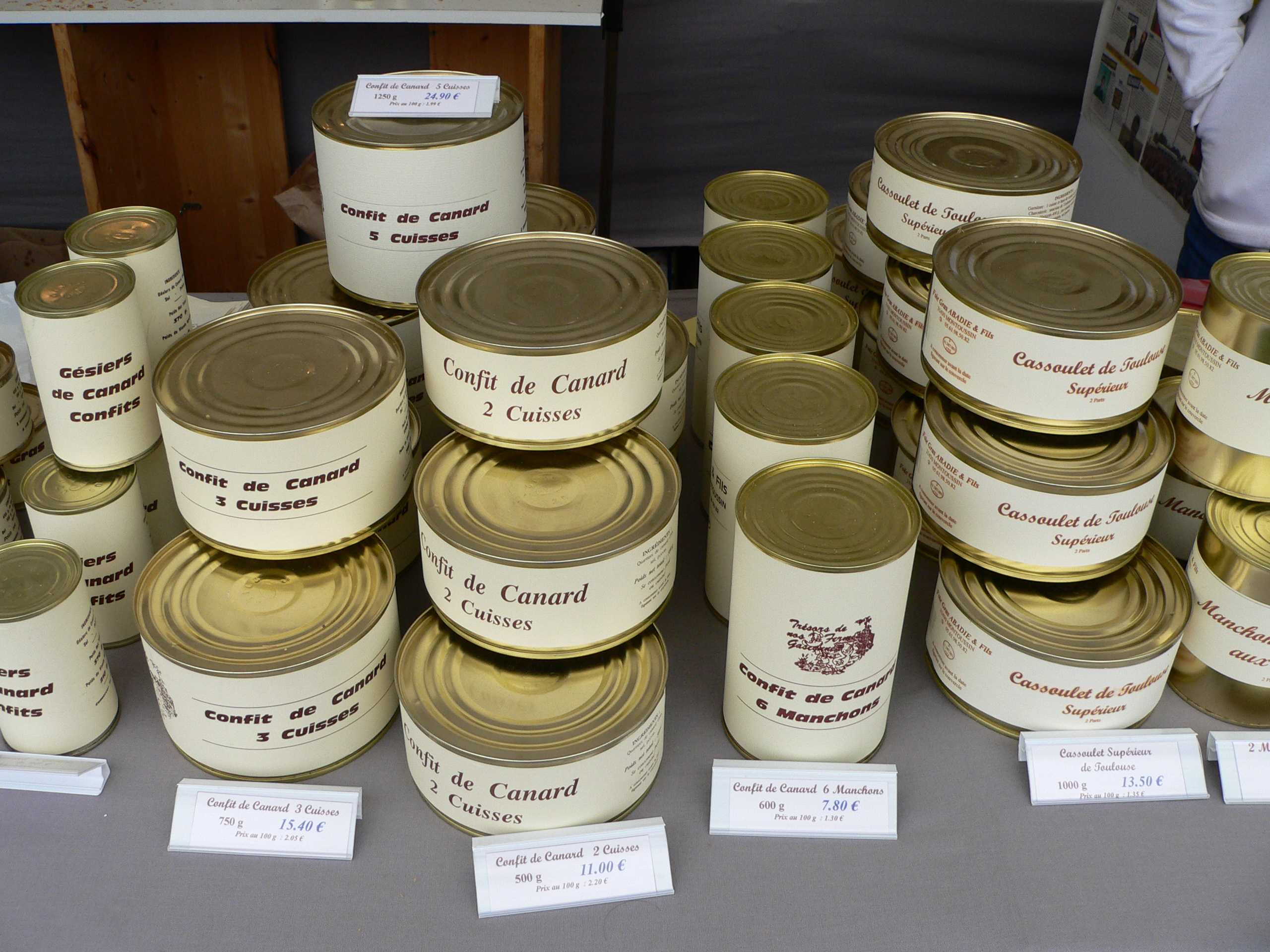
Консервовані качка конфі та кассуле

Гуску конфі (confit d'oie) та качку конфі (confit de canard) зазвичай готують з ніжок птаха. М'ясо солять, приправляють травами та повільно готують у власному соку (не перевищуючи 85 °C), в якому його потім консервують, попередньо остудивши. Індичку та свинину можна готувати так само. М'ясне конфі є фірмовою стравою південного сходу Франції (Тулуза, Дордонь та ін.) та використовується у стравах на кшталт кассуле. Приготування конфі походить від способу консервування м'яса без охолоджування чи заморожування.
У ресторанному контексті, конфі зазвичай подають після додаткового приготування. Цілу конфі ніжку запікають до утворення хрумкої скоринки, або додають до страви типу запіканки. Качачу ніжку конфі використовують у приготуванні ріллетів.

### Історія
Серед традиційного м'яса для конфі є як водоплавні птахи на кшталт гуски чи качки, так і свинина. Пташині пупці також часто готують методом конфі. По усьому південному сході Франції поширені різні формати цього делікатесу.
«Країною конфі» називають регіон Окситанії у Франції, де в приготуванні використовують гусячий жир, а не оливкову олію, як у Провансі, багатому на оливки, що результує у їх низьку вартість.
Країна конфі згрубша поділяється на райони, в залежності від того, який вид м'яса домінує у приготуванні конфі. Гусяче конфі пов'язують з Беарном та Басконією та їхніми фірмовими кассуле та супом гарбюр, простими, корисними та поживними стравами з конфі та бобових. Особливістю Сентонжу та Брантому є качка конфі, часто з картоплею та трюфелями.
М'ясо не водоплавних птахівчасто піддають конфі обробці, проте їх не вважають правдивими, класичними конфі. Під справжніми конфі французи розглядають лише качаче та гусяче конфі; інше м'ясо, приготоване таким чином в качачому чи гусячому жирах, називають en confit («в конфі»). Наприклад, курча, приготоване в гусячому жирі, має назву poulet en confit. Свинину часто готують в конфі та шматують на невеличкі смужки для ріллетів.

## Конфі приправи
В італійській кухні використовують численні «конфі приправи», як-от цибулю, часник та червоний перець.